# Forcalqueiret
Forcalqueiret è un comune francese di 2 327 abitanti situato nel dipartimento del Var della regione della Provenza-Alpi-Costa Azzurra.
Dal 1998, grazie all'opera di Jean-Claude Pernoud (ex presidente del comitato delle feste) e Marco Morelli (cittadino onorario di Forcalqueiret), è gemellato con il comune italiano di Chianni.

## Società

### Evoluzione demografica
Abitanti censiti